# Joel Maria dos Santos
Joel Maria dos Santos (ur. 8 lutego 1966 w Belo Horizonte) – brazylijski duchowny katolicki, biskup pomocniczy Belo Horizonte od 2021.

## Życiorys

### Prezbiterat
Święcenia kapłańskie otrzymał 14 maja 1994 i został inkardynowany do archidiecezji Belo Horizonte. Pracował przede wszystkim jako duszpasterz parafialny. W latach 2016–2021 był też wikariuszem biskupim dla inicjatyw duszpasterskich, a w latach 2017–2021 pełnił też funkcję asystenta w szkole dla diakonów stałych.

### Episkopat
27 października 2021 papież Franciszek mianował go biskupem pomocniczym archidiecezji Belo Horizonte ze stolicą tytularną Thenae. Sakry udzielił mu 18 grudnia 2021 arcybiskup Walmor Oliveira de Azevedo.